# NGC 4403
NGC 4403 is een spiraalvormig sterrenstelsel in het sterrenbeeld Maagd. Het hemelobject werd op 20 maart 1789 ontdekt door de Duits-Britse astronoom William Herschel.

## Synoniemen
- MCG -1-32-8
- IRAS12236-0724
- PGC 40656